# 조필현
조필현(1971년 7월 5일 ~)은 LG 트윈스에서 뛰었던 전 야구 선수다. 서울고등학교를 졸업했으며, 1990년 LG 트윈스에 고졸 우선 지명으로 입단했다. 등번호는 49번이었다.

## 기록
- 1990년: 23경기 52타수 7안타 5타점 3도루 0.135
- 1991년: 77경기 124타수 24안타 6타점 7도루 0.194
- 1992년: 6경기 2타수 무안타
- 1993년: 1군 출전 기록 없음
- 1994년: 5경기 1타수 무안타

## 같이 보기
- 1990년 LG 트윈스 시즌
- 1994년 LG 트윈스 시즌